# Csempés ház
A Csempés ház (spanyolul Casa de los Azulejos) egy híres műemlék Mexikóváros történelmi városközpontjában, Cuauhtémoc kerületben. Nevét onnan kapta, hogy külseje azulejo csempékkel van beborítva.

## Története
Az eredetileg a 16. században épült, akkoriban Palacio Azulnak, azaz „kék palotának” nevezett ház a 17. században már a spanyol gyarmati időszak egyik leggazdagabb családjának, a Vivero grófoknak a birtokában állt, miután az eredeti tulajdonos, Diego Suárez lánya beházasodott a grófi családba. Az épület mai formája az 1700-as évek elején már nagyjából kialakult, de külsejét ekkor még nem borították csempék. A legenda szerint a Vivero család egyik tagja, az Orizaba völgyének grófjává is kinevezett Rodrigo de Vivero y Aberrucia elkeseredve azt mondta semmirekellő, kicsapongó életet élő fiának, hogy sosem lesz képes kicsempéztetni a házat (arra utalva, hogy sosem lesz annyi pénze). A fiú, hogy megmutassa, képes erre, néhány éven belül csempékkel borította be az épületet. A grófi család végül 1871-ig élt itt.
Az épületben vagy környékén számos történelmi esemény játszódott le. A csempés ház szerepel azon a festményen is, ami  a mexikói függetlenségi háború egyik záróeseményét, Agustín de Iturbide 1821-es bevonulását ábrázolja a Három Garancia Hadserege élén Mexikóvárosba, 1828-ban pedig itt gyilkolták meg az Acordada-lázadás során a tulajdonos grófi család egyik tagját (a gyilkost a ház előtti Guardiola téren végezték ki nyilvánosan). Porfirio Díaz kormánya idején a Jockey Club tulajdonában állt a ház, majd a mexikói forradalom idején a Világ Munkásának Háza helyezte ide székhelyét. 1917-ben nyílt meg benne az azóta is itt működő Sanborns vendéglő, amely később országos üzlethálózatot épített ki Mexikóban.

## Az épület
A kétszintes barokk–churriguereszk stílusú ház külseje az évszázadok alatt szinte változatlan maradt, de belsejét a célszerű használat érdekében jelentősen átalakították. Ma a belső udvaron működik a Sanborns vendéglő, de egy régi szökőkutat eredeti formájában itt is megőriztek. A ház a 20. század első felében sokban járult hozzá a murális művészet terjesztéséhez, magában az épületben is készült két falkép: egy európai festő pávákat ábrázoló műve és José Clemente Orozco 1925-ös, a lépcsőház hátsó falára festett Omnisciencia („mindenttudás”) című alkotása, amelyet Francisco Sergio Iturbide megbízásából készített.

## Képek

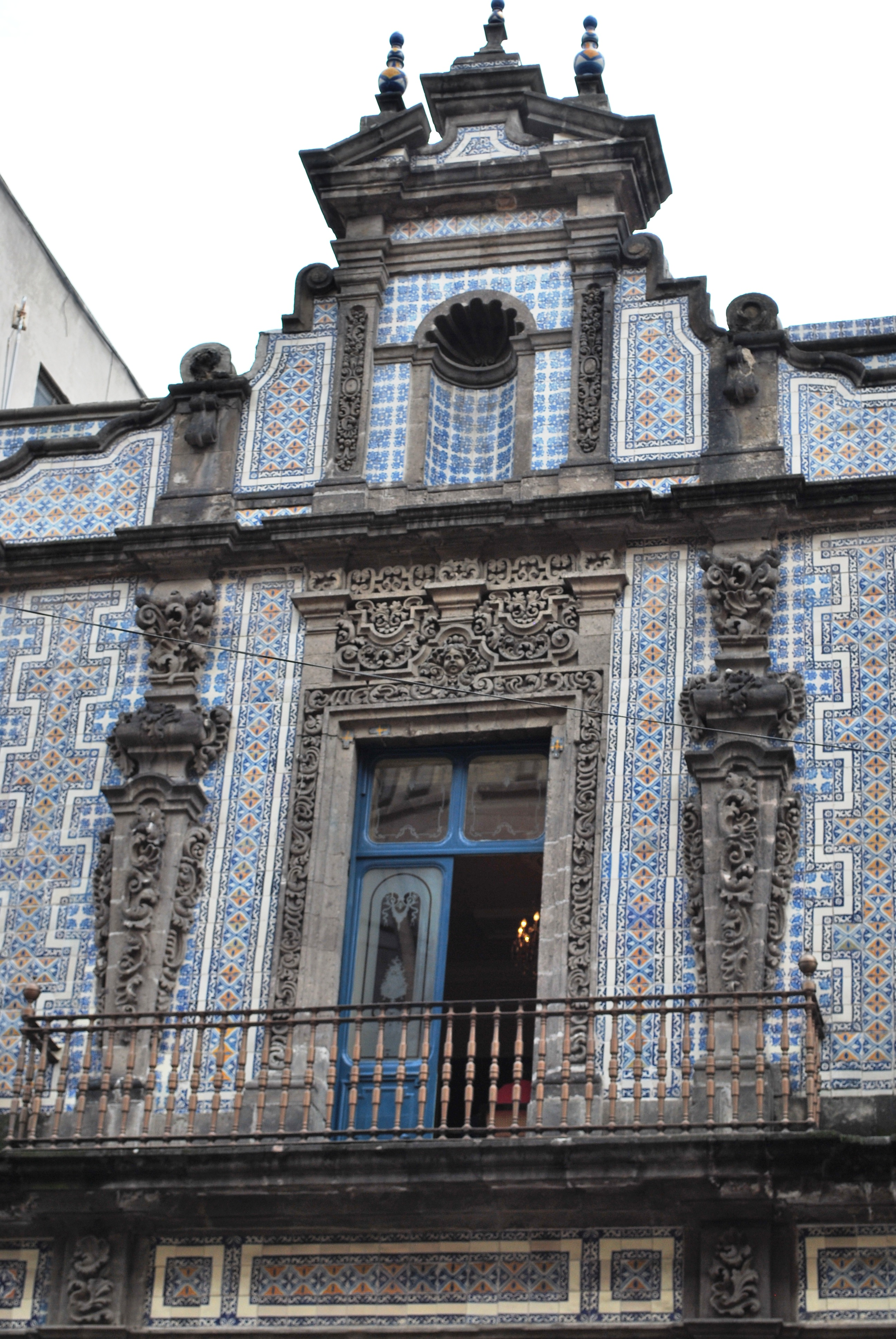
Homlokzati részlet
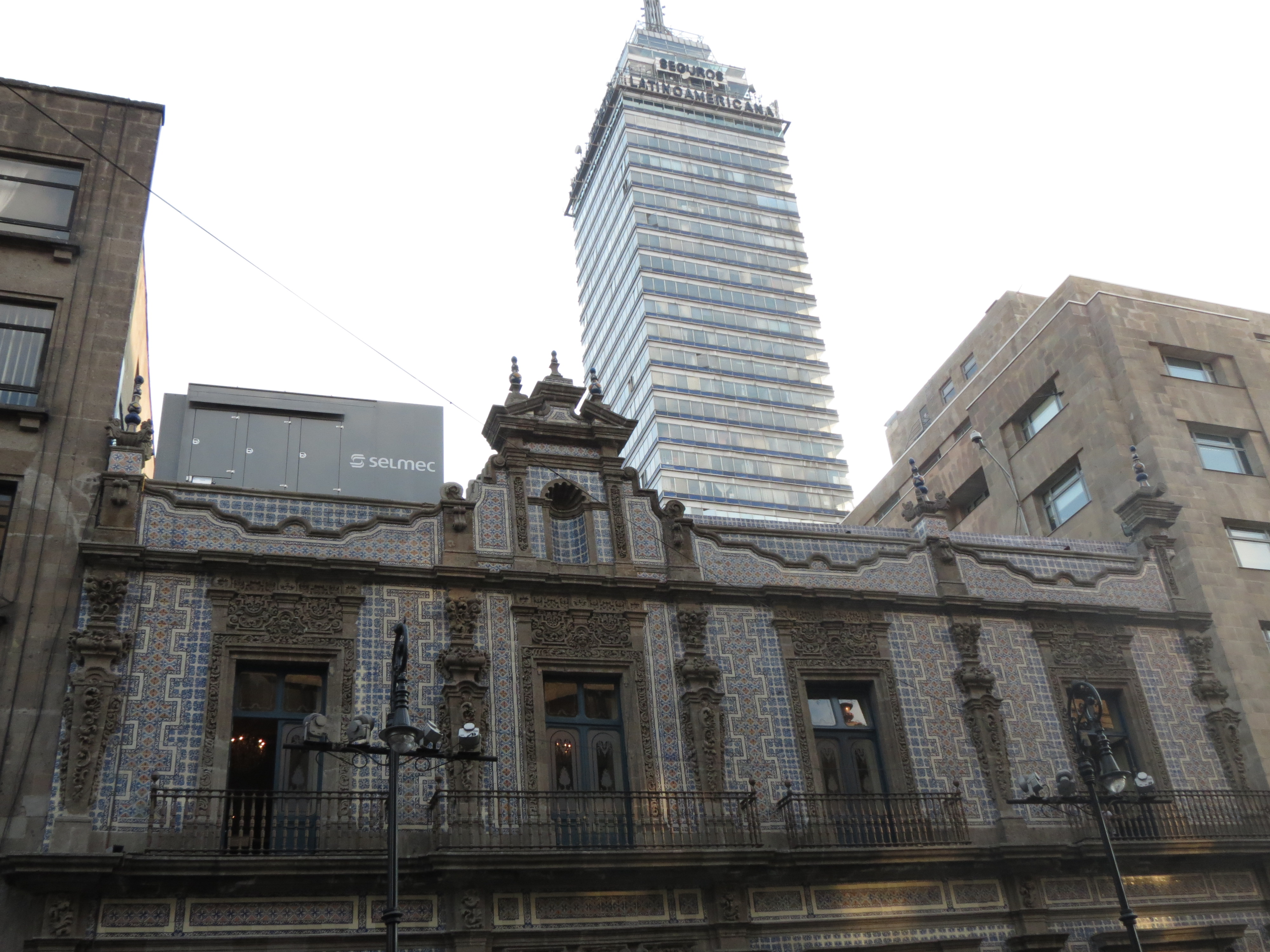
A Csempés ház és mögötte a Torre Latinoamericana
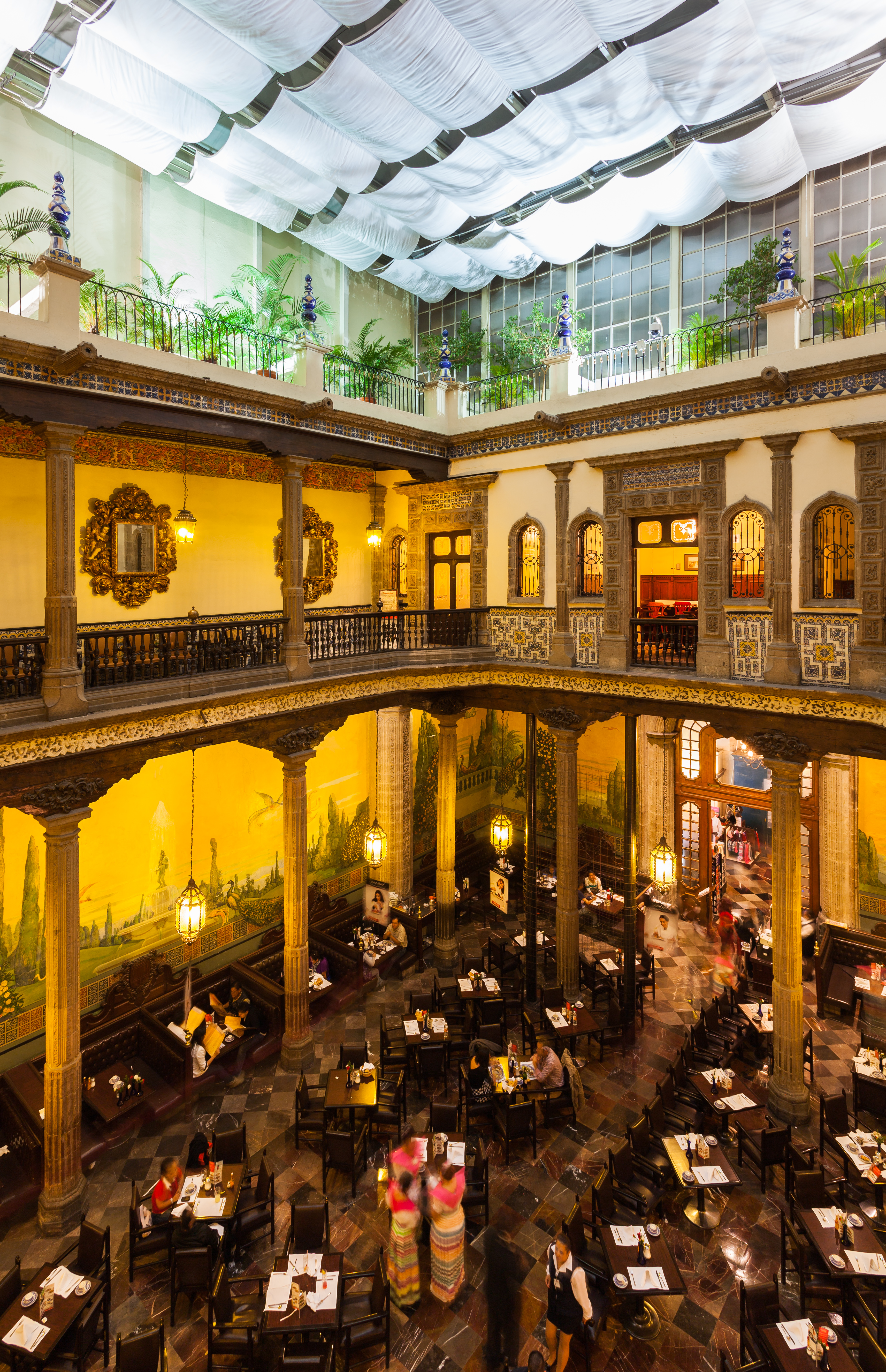
A belső udvar a vendéglővel
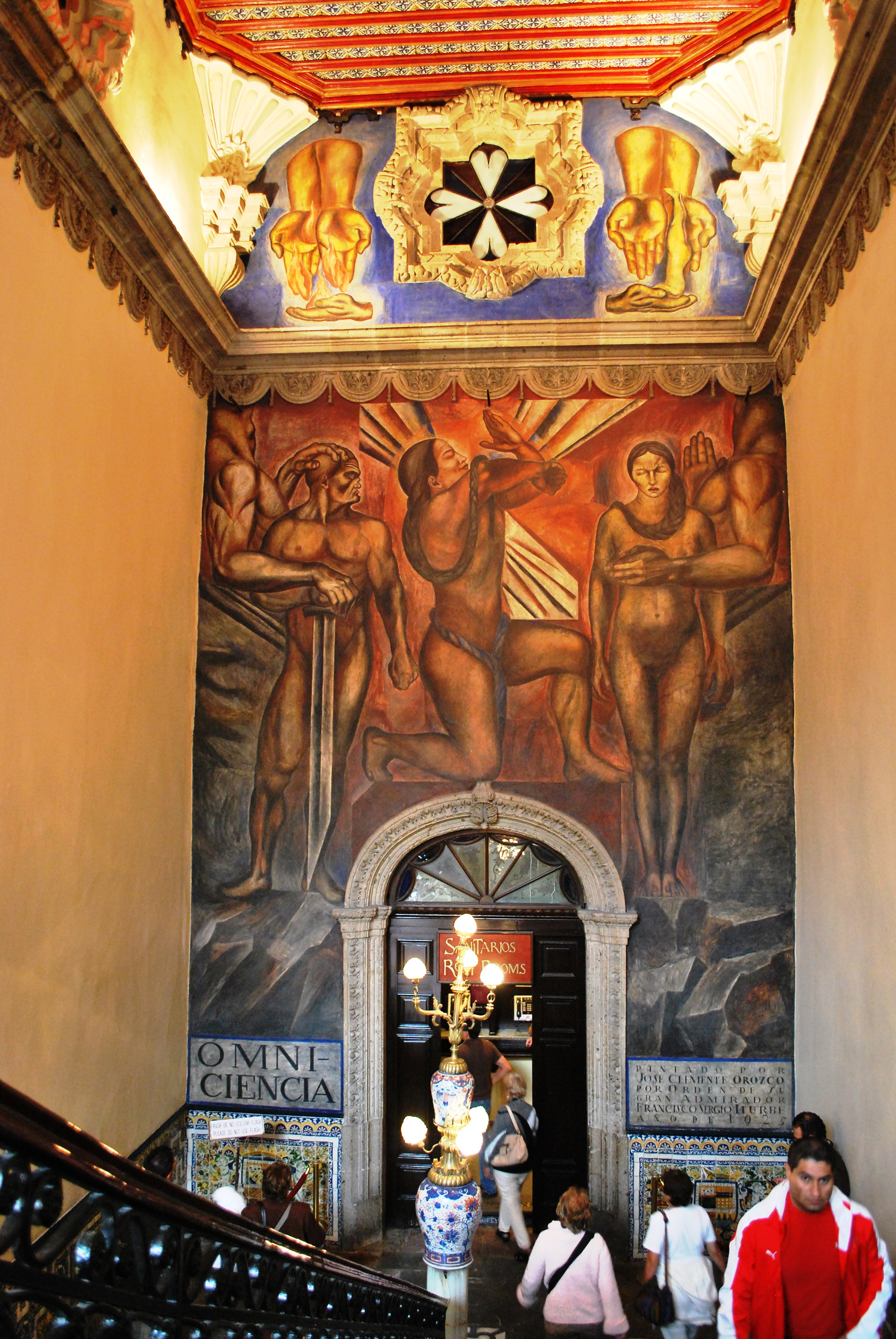
José Clemente Orozco falképe
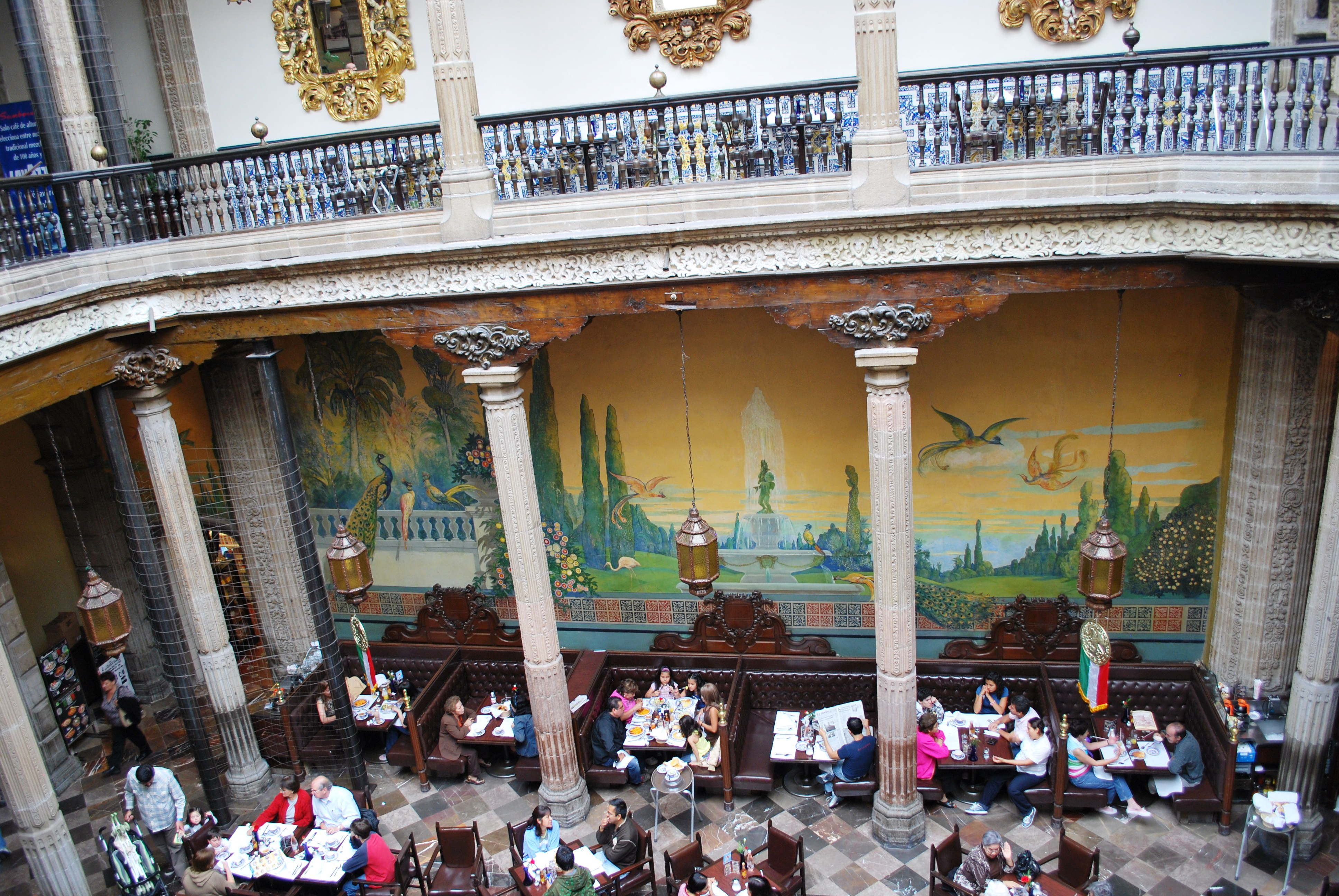
A pávás falkép